# Strzelno
Pour les articles homonymes, voir Strzelno (homonymie).
Strzelno est une ville de Pologne, située dans la voïvodie de Couïavie-Poméranie. Elle est le siège de la gmina de Strzelno, dans le powiat de Mogilno.